# Relações entre Itália e Portugal
As relações Itália-Portugal são as relações atuais e históricas entre a República Italiana e a República Portuguesa. Ambos os países são membros do Conselho da Europa, União Europeia, OTAN, Organização para Cooperação e Desenvolvimento Econômico, União para o Mediterrâneo e das Nações Unidas.

## História
Itália e Portugal têm uma longa história de relações dada a proximidade entre as duas nações. Sob a União Ibérica de 1580 a 1640, Portugal e o Reino de Nápoles, o Reino da Sicília e o Ducado de Milão foram todos administrados por Madrid, Espanha. Entre 1680 e 1682, houve comércio direto entre Portugal e o Ducado de Saboia.
Até o ano 1860, Portugal manteve representações diplomáticas ao Reino da Sardenha e ao Reino das Duas Sicílias. Em abril de 1850, o embaixador de Portugal residente em Roma acreditado junto da Santa Sé, foi também acreditado no Grão-Ducado da Toscana. Em 1860, Itália e Portugal estabeleceram relações diplomáticas formais. Em setembro de 1861, Portugal reconheceu o Rei Victor Emmanuel II do Reino Unido da Itália.
Em setembro de 1911, a Itália reconheceu a Primeira República Portuguesa e em maio de 1918, a Itália reconheceu o governo do presidente português Sidónio Pais. Em 1946, o último rei italiano, Umberto II da Itália, fugiu para Portugal onde permaneceu por 37 anos.

## Acordos bilaterais
Ambos países assinaram alguns acordos bilaterais, como um Tratado para o Comércio e Navegação (1872); Acordo de Cooperação Científica e Cultural (1977); Acordo para Evitar a Dupla Tributação e Prevenir a Evasão Fiscal na Área do Imposto de Renda (1980); Acordo de Segurança (2007); e um Acordo sobre Proteção Mútua de Informações Classificadas (2007).

## Missões diplomáticas residentes

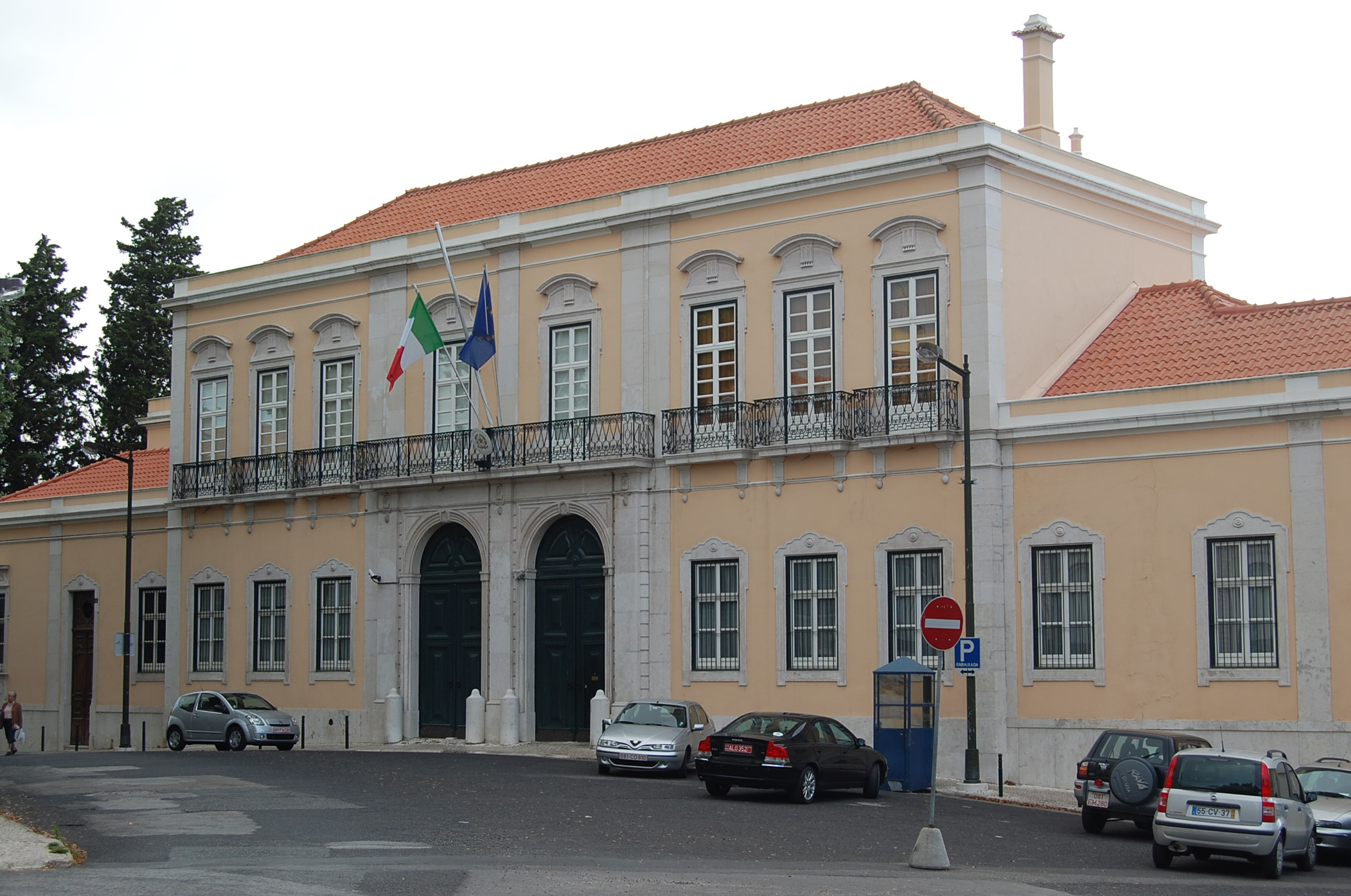
Embaixada italiana em Lisboa

- A Itália tem uma embaixada em Lisboa.[4]
- Portugal tem embaixada em Roma.[5]